# Пажанга (Вільнюс)
Футбольний клуб «Пажанга» Вільнюс (лит. Futbolo klubas Vilniaus Pažanga) — колишній литовський та радянський футбольний клуб з Вільнюса, що існував у 1950—1986 роках.

## Досягнення
- А-ліга/Чемпіонат Литовської РСР
  - Чемпіон (3): 1971, 1982, 1983
  - Срібний призер (2): 1972, 1975
  - Бронзовий призер (2): 1976, 1981
- Кубок Литви
  - Володар (2): 1971, 1982
  - Фіналіст (2): 1968, 1973